# Horní Benešov
Horní Benešov (do 1926 r. Benešov, niem. Bennisch lub Benisch) − miasto w Czechach, w kraju morawsko-śląskim, w powiecie Bruntal. Według danych z 31 grudnia 2003 powierzchnia miasta wynosiła 2 040 ha, a liczba jego mieszkańców 2 460 osób.

## Historia
W roku 1613 śląski regionalista i historyk Mikołaj Henel z Prudnika wymienił miejscowość w swoim dziele o geografii Śląska pt. Silesiographia podając jej łacińską nazwę: Benscha.
Stąd pochodził dziadek Johna Kerrego Fritz Kohn. Do końca II wojny światowej niemal wszyscy mieszkańcy byli Niemcami (w 1910 niemiecki jako język ojczysty zadeklarowało 99% mieszkańców), których wysiedlono.

## Demografia
| Rok             | 1970  | 1980  | 1991  | 2001  | 2003  |
| --------------- | ----- | ----- | ----- | ----- | ----- |
| Liczba ludności | 2 499 | 2 631 | 2 602 | 2 483 | 2 460 |

Źródło: Czeski Urząd Statystyczny

## Miasta partnerskie
- Pszów